# Let It Come Down
Let It Come Down är den brittiska rockgruppen Spiritualizeds fjärde album, utgivet 2001.

## Låtlista
1. "On Fire" - 4:01
2. "Do It All over Again" - 3:48
3. "Don't Just Do Something" - 6:53
4. "Out of Sight" - 5:37
5. "The Twelve Steps" - 6:11
6. "The Straight and the Narrow" - 4:43
7. "I Didn't Mean to Hurt You" - 5:11
8. "Stop Your Crying" - 5:13
9. "Anything More" - 5:16
10. "Won't Get to Heaven (The State I'm In)" - 5:35
11. "Lord Can You Hear Me" - 10:33